# Pegaso Z-105
Pegaso Z-105 – projekt samochodu Formuły 1 firmy Pegaso. Model Z-105 miał być wykorzystany podczas Grand Prix Hiszpanii 1954, ale nigdy do tego nie doszło.

## Historia
Były projektant Alfy Romeo, Wifredo Ricart, wyszedł z pomysłem, by hiszpański producent ciężarówek Pegaso wystawił swój samochód do Grand Prix Hiszpanii 1954. Pegaso otrzymało zgodę na start i numer startowy 32, ale nie wzięło udziału w Grand Prix Hiszpanii.
W rzeczywistości Pegaso Z-105 nigdy nie wyszło poza fazę projektu, ponieważ nie zdołano zapewnić sobie środków na start poprzez wsparcie przez hiszpański przemysł. Projekt był oparty na Alfie Romeo 512, z czterocylindrowym silnikiem DOHC o pojemności 2,5 litra, umieszczonym przed osią tylną. Silnik miał być wyposażony w półkulistą komorę spalania i miał być chłodzony zarówno cieczą, jak i powietrzem. Zawieszenie miało być całkowicie niezależne, a nadwozie – wielorurowe.
Niewiele więcej wiadomo na temat tego projektu.